# Surty
Surty (ukrajinsky Sjurte, cyrilicí Сюрте; maďarsky Szürte) jsou obec na Ukrajině, v Zakarpatské oblasti, v okrese Užhorod. V roce 2001 zde žilo 1898 obyvatel. Převážná část obyvatel je maďarské národnosti.
V Surtech je administrativní centrum venkovské územní komunity (hromady), do které patří kromě Surtů též:
- Velyki Hejivci, ukrajinsky: Великі Геївці
- Mali Hejivci, ukrajinsky: Малі Геївці
- Ruski Hejivci, ukrajinsky: Руські Геївці
- Haloč, ukrajinsky: Галоч
- Batfa, ukrajinsky: Батфа
- Pallo, ukrajinsky: Палло
- Palaď-Komarivci, ukrajinsky: Паладь-Комарівці
- Mali Selmenci, ukrajinsky: Малі Селменці
- Rativci, ukrajinsky: Ратівці
- Tyjhlaš, ukrajinsky: Тийглаш
- Časlivci, ukrajinsky: Часлівці

Tato územní komunita má rozlohu 147,2 km2 a v roce 2020 v ní žilo 9 460 obyvatel.

## Historie
Podle dochovaných dokumentů bylo Szürte a jeho okolí osídleno již v roce 1281, pravděpodobně však zničeno během tatarského vpádu, později však dosídleno. Obec byla původně součástí Uherska. V roce 1869 se stal součástí obce Kistéglás, která pak byl za první československé republiky veden pod názvem Téglás a který pak byl později přejmenován na Tyjhlaš (ukrajinsky Тийглаш). Po uzavření Trianonské smlouvy obec připadla Československu, kde byly vedena pod názvem Surty, a to jako součást tehdejšího okresu Kráľovský Chlmec, který nebyl součástí Podkarpatské Rusi, ale byl součástí Slovenska. V roce 1921 zde žilo 1131 obyvatel, z toho 256 Čechoslováků, 4 Rusíni, 662 Maďarů, 147 Židů a 13 Němců.
V letech 1938 až 1944 byly Surty (kvůli první vídeňské arbitráži) součástí Maďarského království. Poté je obsadil a anektoval Sovětský svaz. V roce 1946, v rámci všeobecného přejmenování nových území, byla obec Surte přejmenována na Strumkivka (ukrajinsky Струмківка). V roce 1995 byl obci vrácen historický název.